# Helena Dam á Neystabø

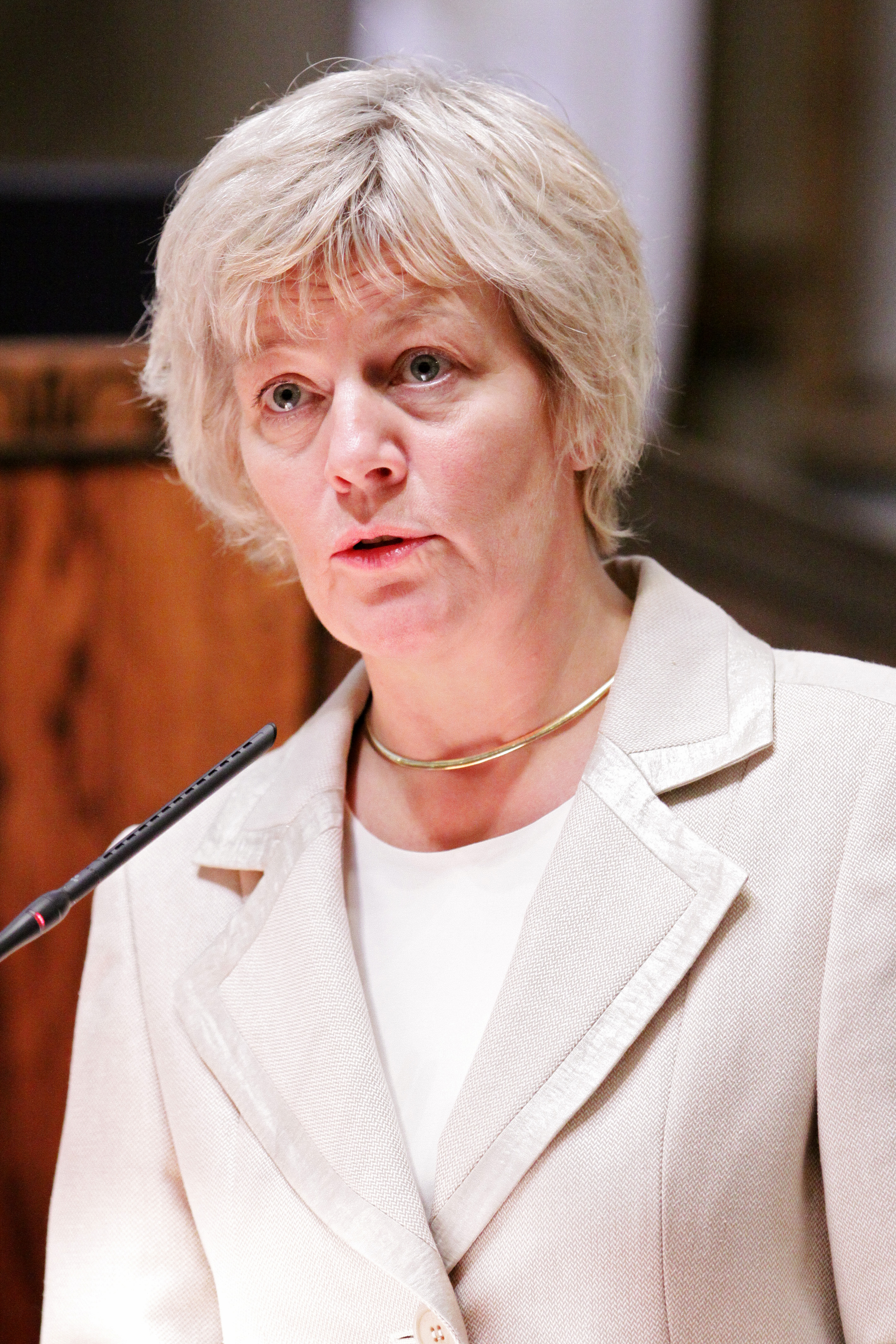
Helena Dam á Neystabø (2008)
Foto: Magnus Fröderberg, Nordic Council

Helena Dam á Neystabø (* 10. Dezember 1955 in Kopenhagen) ist eine färöische Politikerin und war mehrfach Ministerin in der Landesregierung der Färöer. Sie begann ihre politische Karriere im sozialliberalen Sjálvstýrisflokkurin und wechselte 2001 zu den Sozialdemokraten (Javnaðarflokkurin).

## Leben
Helena wurde 1955 als Tochter des färöischen Ehepaares Atli Pætursson Dam (1932–2005) und Ása Hátún (* 1932) geboren. Sie lebten damals in Kopenhagen. Als Helena neun Jahre alt war, ließen sich ihre Eltern scheiden, und mit 13 zog sie zusammen mit ihrer Mutter auf die Färöer – nachhause, wie sie selber sagt. Nach Mittlerer Reife und Abitur in Tórshavn, ging sie 1975 wieder nach Dänemark zum Studium an die Universität Kopenhagen, die sie 1983 als Magister für Danistik und Germanistik absolvierte. Inzwischen heiratete sie Kristian á Neystabø (* 1951 in Haldórsvík), mit dem sie drei Kinder hat. Der färöische Musiker Dánjal á Neystabø ist eines dieser Kinder.
Zurück auf den Färöern machte sie schnell Karriere im Bildungswesen, bis sie 1990 Leiterin des Schulbuchverlages der Färöer (Føroya Skúlabókagrunnur) wurde. Gleichzeitig durchlebten die Färöer eine schwere Wirtschaftskrise.

## Politische Laufbahn
Helena Dam á Neystabø kandidierte 1990 erstmals für den Sjálvstýrisflokkurin und wurde auf Anhieb ins Løgting gewählt. Neben ihrem Ruf als Leiterin des renommierten Schulbuchverlages kam ihr dabei zugute, dass sowohl ihr Vater Atli Pætursson Dam als auch ihr Großvater Petur Mohr Dam über Jahrzehnte Regierungschef der Färöer waren.
1994 wurde sie wiedergewählt und kurze Zeit später war sie Vorsitzende des Außenausschusses des Løgtings. Auch war sie färöisches Mitglied des dänischen Untersuchungsausschusses, der den Bankenskandal untersuchte, der angeblich zur Wirtschaftskrise der Färöer geführt hatte. Nach der Løgtingswahl 1998 wurde Helena Dam á Neystabø Sozial- und Gesundheitsministerin in der neuen Regierungskoalition aus Fólkaflokkurin, Tjóðveldisflokkurin und Sjálvstýrisflokkurin – als erste weibliche Ministerin ihrer Partei.
2001 trat sie aus dem Sjálvstýrisflokkurin aus und wechselte nach einigen Monaten Parteilosigkeit zum sozialdemokratischen Javnaðarflokkurin – der Partei, die wesentlich von ihrem Großvater und Vater geprägt worden war. Bei der Løgtingswahl 2004 reichte es nicht zu einem Abgeordnetensitz. Auch bei der Folketingswahl 2005 konnte sie trotz beachtlicher Stimmenzahl kein Mandat erringen.
Am 19. Januar 2008 kehrte Helena Dam á Neystabø ins Løgting zurück. Sie ließ ihr Mandat jedoch ruhen, da sie am 4. Februar 2008 zur Justizministerin ernannt wurde. Mit dem Regierungswechsel am 26. September 2008 wechselte sie ins Unterrichts- und Kulturministerium, das sie bis 2011 leitete.
Am 15. September 2015 konnte sie als Nachrückerin für Aksel V. Johannesen wieder als Abgeordnete ins Løgting einziehen.